# Slag bij Salamanca
De Slag bij Salamanca was een veldslag die plaatsvond op 22 juli 1812 tijdens de Spaanse Onafhankelijkheidsoorlog. In de veldslag wist het Britse leger van generaal Arthur Wellesley een overwinning te behalen op het Franse keizerlijke leger van Auguste de Marmont.

## Aanloop
Nadat Arthur Wellesley, de hertog van Wellington, Badajoz had veroverd maakte hij plannen voor een offensief tegen het Franse leger dat onder leiding stond van maarschalk Soult. Daarnaast ging er ook nog een dreiging uit van het leger onder de leiding van Marmont en voordat Wellington naar het noorden trok liet hij 14.000 man achter onder de leiding van Rowland Hill om zijn zuidelijke flank te bewaken. Marmont trok hierop zijn troepen terug in Salamanca.
Eind mei kwam Wellington tot de conclusie dat het moment voorbij was om Soult aan te vallen en daarom verlegde hij zijn aandacht naar Marmont. Om de andere Franse generaals bezig te houden stuurde hij de Spaanse generaal Francisco Ballesteros naar Andalusië en viel Castaños vanuit Galicië Astorga aan. Ook de Royal Navy en William Bentinck zorgde voor voldoende afleiding voor de Franse legers.

### Britten in Salamanca
Op 13 juni begon het Britse leger aan zijn opmars. In totaal had Wellington op dat moment 50.000 soldaten tot zijn beschikking. Drie dagen later kwamen ze de eerste Franse troepen tegen enkele kilometers buiten Salamanca. Marmont trok zich verder terug en liet slechts 800 soldaten in Salamanca achter om de Britten bezig te houden. Op 17 juni maakte Wellington zijn entree in de stad en het zou daarna nog tien dagen duren voordat de Britten de forten in Salamanca op de Fransen hadden veroverd. Hierbij kwamen 99 soldaten om het leven en raakten er 331 gewond.
De forten gaven Marmont de tijd die hij had om zich te hergroeperen, maar hij kon zijn soldaten in Salamanca ook niet in de steek laten. Daarom trok hij op 20 juni op richting Salamanca. Wellington reageerde hierop door de belegering van de forten te onderbreken en nam vervolgens positie in bij San Christobal, net buiten Salamanca.
Marmont probeerde met wat manoeuvres de Britten te dwingen tot het definitief staken van het beleg op de forten en toen de forten uiteindelijk vielen trok hij zich terug richting de Douro waar hij versterking kreeg van de divisie van Bonet. Wellington volgde Marmont, maar deze trok op 18 juli weer op waardoor Wellington zich op zijn beurt moest terugtrekken. De legers bleven langs elkaar heen manoeuvreren. Op 22 juli besloot Wellington dat het tijd was om over te gaan tot de aanval, want anders zou zijn veldtocht op een ramp zijn uitgelopen.

## Slag

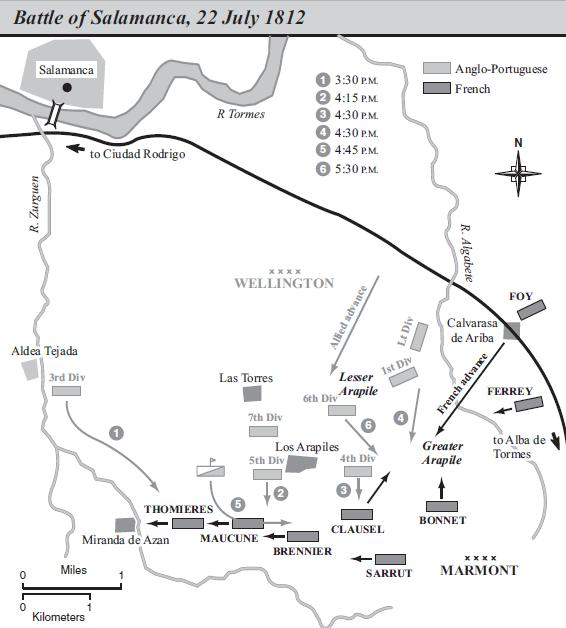
Kaart van de slag bij Salamanca

In de middag van 22 juli wilde Wellington de opdracht geven tot het aanvallen van de Franse stellingen op de heuvel van de Grande Arapile. William Beresford wist hem te overtuigen om af te zien van het plan. Marmont zag de twijfel bij de Britten en stuurde hij een divisie naar het dorp van Los Arapiles die overgingen tot het bombarderen van de geallieerde linies. Ondanks de bevelen van Marmont trok de divisie van generaal Thomières verder naar het westen op, waardoor de Franse linkerflank kwetsbaar was voor een tegenaanval.
Wellington kreeg in de gaten dat de Fransen hun linkervleugel kwetsbaar maakten en hij besloot tot de aanval over te gaan. Hij stuurde zijn adjudant Willem van Oranje-Nassau naar generaal Edward Pakenham om de orders over te brengen voor de aanval. Toen de divisie van Pakenham de stellingen van Thomières bereikten verkeerde deze al in wanorde. Kort daarvoor hadden de dragonders van D'Urban al de gelederen doorbroken. Na de aanval van Pakenham sloeg de Franse divisie op de vlucht.
Ondertussen was generaal Leith ook het terrein overgestoken en wist op zijn beurt de divisie van de Franse generaal Maucune te verdrijven, waarbij Leith zelf gewond raakte bij de aanval. Ook de tweede linie van de Franse legermacht viel ten prooi aan de 5de divisie van Leith, maar de Leith verloor hier wel 650 soldaten bij. De Franse linkerflank werd vervolgens definitief verslagen door een cavalerieaanval van Le Marchant. De aanval wist een grote slachting aan te richten.
De Britse aanval op het centrum van de Franse linies was minder geslaagd. De divisie van Cole wist de eerste Franse linie terug te dringen, maar werd op zijn eigen beurt teruggedrongen door de tweede linie van het Franse leger. Ook de aanval van de divisie van generaal Peck liep op niks uit. Wellington had voldoende reserves om de verliezen op te vullen. Het Franse leger was ook onvoldoende in staat om het voordeel uit te buiten. Uiteindelijk braken de Franse divisies van Clausel en Bonnet en hadden de Fransen overduidelijk de slag verloren.

## Nasleep
De overwinning van Wellington bij Salamanca kreeg lof van vrienden en vijanden. De Franse generaal Maximilien Sébastian Foy vergeleek Wellingtons tactische inzicht met die van Frederik de Grote. De slag had grote gevolgen, want na de slag lag de weg naar Madrid open. Op 12 augustus 1812 trok het Britse leger de Spaanse hoofdstad binnen. Voorafgaand aan de Britse aankomst had koning Joseph Bonaparte de stad halsoverkop verlaten.